# Мечётка (станция)
Мечётка — железнодорожная станция Волгоградского региона Приволжской железной дороги, расположена в посёлке ГЭС Тракторозаводского района Волгограда (Волгоградская область).

## Фотографии
- Тепловоз 2ТЭ116-1289 с грузовым поездом на станции
- Тепловоз 2ТЭ116У-0166 с грузовым поездом на станции
- Электровоз ВЛ80Т-1067 на мосту перед станцией